# Цезар Родні
Цезар Родні (англ. Caesar Rodney; 7 жовтня 1728 — 26 червня 1784) — американський юрист і політик, делегат Континентального конгресу від колонії Делавер, один із підписантів Декларації незалежності Сполучених Штатів.
Народився в Дуврі, Делавер. Був шерифом у графстві Кент в 1755—1758 роках, керівником цивільної міліції Кента в 1756 році. У 1775—1776 роках був членом Континентального конгресу. Під час Війни за незалежність Сполучених Штатів служив в армії патріотів як бригадний генерал. Був обраний президентом Делавера в 1778—1782 роках, був членом Континентального конгресу в 1782—1783 роках, але не брав участі в його роботі. Помер у Дуврі, Делавер.
1 липня 1776, незважаючи на бронхіальну астму та рак шкіри обличчя, проскакав 80-миль до Філадельфії. На наступний день, він прибув в Холл Незалежності вчасно — його голос виявився вирішальним при підписанні Декларації незалежності.
Зображений на четвертаку 1999 року штату Делавер із серії 50 штатів. 